# Joëlle Bile Batali
Joëlle Bile, née le 25 juin 1972 à Bruxelles, est une journaliste, communicante et femme politique de la République démocratique du Congo.

## Biographie
Joëlle Bile est détentrice d’un diplôme d’études supérieures en journalisme, ainsi que de plusieurs autres diplômes couronnant les différentes formations suivies dans des institutions universitaires.
Au terme de sa formation en Sciences de la Communication à l'IFASIC, Joëlle Bile travailler, durant près de quinze ans, dans le journalisme, en RDC, en Belgique, mais aussi en France à Radio France internationale et à TV5 Monde, avant de regagner Kinshasa pour la communication humanitaire au Programme alimentaire mondial en 2004.
En 2005, Joëlle Bile se lance dans la communication commerciale chez Airtel pour laquelle elle travaille jusqu’en 2008. Par la suite, elle opte pour la communication institutionnelle au sein du Gouvernement congolais. En 2008, elle crée sa propre entreprise, l’Agence F4.
En tant que chef d’entreprise et femme entrepreneure, Joëlle Bile intègre, en 2013, la Fédération des entreprises du Congo (FEC), le patronat RD-congolais, d’abord en tant que vice-présidente de la Commission nationale des Femmes entrepreneures, formatrice en entrepreneuriat et leadership. Joëlle Bile est administratrice à la FEC.
Joëlle Bile est candidate à l'investiture de la plateforme de la société civile Alternative pour un Congo nouveau pour l'élection présidentielle du 20 décembre 2023,,,. Elle est toutefois battue à l'élection primaire par Floribert Anzuluni. Joëlle Bile se présente néanmoins à l'élection présidentielle. Sa candidature est refusée sans motif par la Commission Électorale Nationale Indépendante, ce que Joëlle Bile attribue à une discrimination contre les femmes— elles ne sont que deux à se présenter — avant d'être approuvée par la Cour constitutionnelle,. Le 15 décembre, Joëlle Bile se désiste de l'élection présidentielle et appelle à soutenir le président sortant Félix Tshisekedi.

## Vie privée
Mariée à un citoyen belge, André Schetter, elle en devient veuve en 2019 après que celui-ci meurt de noyade en ayant tenté de porter secours à l'un de leurs enfants. 